# Asura fuscalis
Asura fuscalis là một loài bướm đêm thuộc phân họ Arctiinae, họ Erebidae.